# Rivolta di febbraio in Armenia
La rivolta di febbraio in Armenia (in armeno Փետրվարյան ապստամբություն?) fu una ribellione anti-bolscevica della Federazione Rivoluzionaria Armena iniziata il 13 febbraio e soppressa il 2 aprile 1921 dalla riconquista di Erevan da parte delle forze bolsceviche.

## Sfondo
Dopo la sovietizzazione della Prima Repubblica di Armenia nel dicembre 1920, circa 1000 ufficiali armeni furono arrestati dalle nuove autorità bolsceviche, inclusi i generali Tovmas Nazarbekian e Movses Silikyan, e furono costretti a camminare a piedi da Erevan ad Alaverdi (a una distanza di circa 160 chilometri). Alcuni di loro furono uccisi lungo la strada. Questi ufficiali furono successivamente mandati nelle carceri di Baku e in Russia. Nel febbraio 1921, molti eroi della battaglia di Sardarabat furono fucilati, tra cui Daniel Bek-Pirumyan, mentre il fratello Poghos Bek-Pirumyan si suicidò dopo essere stato torturato. Anche gli intellettuali filo-armeni della Federazione Rivoluzionaria (ARF, l'ex partito al governo dell'Armenia) furono perseguitati. Il grano venne portato via agli abitanti del villaggio senza alcun compenso.

## La rivolta
Le repressioni da parte del governo bolscevico dell'Armenia crearono un diffuso malcontento e la Federazione Rivoluzionaria Armena iniziò una ribellione il 13 febbraio. Al 17 febbraio le città di Ashtarak, Echmiadzin, Garni e Hrazdan furono conquistate dalle forze dell'ARF. Il 18 febbraio entrarono a Erevan. I bolscevichi e l'Armata Rossa si ritirarono ad Artashat. Hovhannes Katchaznouni, Levon Shant, Nikol Aghbalian e altri 100 attivisti politici e intellettuali furono liberati dalle carceri.
Dopo la presa di Erevan, sotto la guida dell'ex primo ministro Simon Vratsian, fu fondato il Comitato per la Salvezza della Patria, che avrebbe dovuto governare il paese fino alla formazione di un nuovo governo. Il comitato si rivolse alla popolazione il 18 febbraio invitando la popolazione a "proteggere l'ordine e il dominio, [e] adempiere rigorosamente a tutti gli ordini del comitato". Durante i 42 giorni di ribellione, si verificarono sanguinose battaglie tra le forze dell'ARF e i bolscevichi. Il 27 febbraio i bolscevichi tentarono di attaccare Erevan, ma furono costretti a ritirarsi il 1º marzo. Dopo una pausa di due settimane, le unità bolsceviche attaccarono nuovamente e presero il controllo di Artashat il 16 marzo, ma il giorno successivo le forze dell'ARF iniziarono un'offensiva e riconquistarono la città.
Le forze bolsceviche, molto più numerose dell’ARF, iniziarono una grande offensiva il 24 marzo. Catturarono Aparan e Kotayk ed entrarono a Erevan il 2 aprile. Le forze dell'ARF si ritirarono senza alcuna seria battaglia per evitare la distruzione della capitale.

## Conseguenze

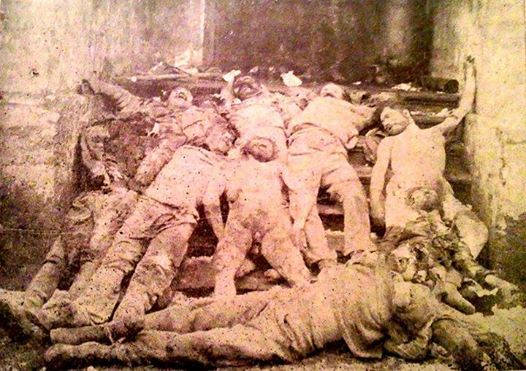
Prigione di Erevan dopo il massacro bolscevico. Nella notte del 17 febbraio 1921, 50 persone furono brutalmente massacrate nella prigione di Erevan.

Il Comitato per la Salvezza della Patria, le forze dell'ARF e molti civili si ritirarono a Zangezur, dove si unirono a Garegin Njdeh, dove fu fondata la Repubblica dell'Armenia montanara. La Repubblica montanara resistette ai bolscevichi fino a luglio. I leader armeni fuggirono in Persia per evitare l'arresto e la possibile esecuzione da parte dei bolscevichi.
Le ragioni della rivolta furono successivamente discusse dal governo bolscevico e si decise di trattare la popolazione con maggiore tolleranza. Dopo aver represso la rivolta di febbraio, Alexander Miasnikian fu nominato presidente del Consiglio dei commissari del popolo dell'Armenia nel governo appena insediato della Repubblica Socialista Sovietica Armena.

## Reazioni internazionali
Il 18 febbraio il Comitato inviò un messaggio alla delegazione armena a Parigi e ai leader delle potenze mondiali (Francia, Regno Unito, Italia), alla Società delle Nazioni, ma rimase senza risposta. Un messaggio fu inviato anche alla delegazione armena a Tiflis, in Georgia, dove dopo la sovietizzazione dell'Armenia, gli armeni locali furono soggetti a violenze. La Georgia rispose al messaggio il 21 febbraio, quando fu riaperta l'ambasciata armena a Tiflis. La Georgia cadde in mano sovietica il 25 febbraio, e successivamente i ribelli armeni furono lasciati soli contro le forze bolsceviche nel Caucaso.

### Esplicative
1. ↑  Nell'ortografia classica armena: Փետրուարեան ապստամբութիւն. Nella storiografia sovietica la rivolta è chiamata "ammutinamento/sommossa di febbraio" (Փետրվարյան խռովություն, P’etrvaryan khrovut’yun), (HY) Hakobian, A, Փետրվարյան խռովություն 1921, vol. 12, Soviet Armenian Encyclopedia, 1986,  p. 334.

### Bibliografiche
1. ↑  (HY) Hakobyan, Tatul, թ. տխուր օր, որ չենք հիշում, ANI Armenian Research Center, 2 aprile 2015 (archiviato dall'url originale il 5 aprile 2015).
2. ↑  (HY) Hakobian, A, Փետրվարյան խռովություն 1921, vol. 12, Soviet Armenian Encyclopedia, 1986,  p. 334.
3. ↑  (EN) Vladimir Ilʹich Lenin, Collected Works, Lawrence & Wishart, 1969,  p. 558.
«revolt of the Dashnaks in Armenia, which started on February 13, 1921.»
4. ↑  (EN) The Armenian Review, Hairenik Association, 1968,  p. 30.
5. ↑  (EN) Manuel Sarkisyanz, A Modern History of Transcaucasian Armenia: Social, Cultural and Political, Privately printed for the author by Udyama Commercial Press, 1975,  p. 241, ISBN 978-90-04-05911-5.
6. 1 2  Payaslian, 2007, p. 170.
7. ↑  Chorbajian, Mutafian, Donabedian, 1994, p. 133.